# Lista filmów wyprodukowanych w Bollywood w 2008
Bollywood – filmy 2008 to lista filmów wyprodukowanych w Bollywood w Mumbaju w roku 2008 (zawiera też filmy, które jeszcze nie weszły na ekrany).

## 2008
| Tytuł                                    | Reżyser                       | Obsada | Gatunek            | Uwagi |
| ---------------------------------------- | ----------------------------- | --- | ------------------ | ----- |
| 1920                                     | Vikram Bhatt                  | Rajneesh Duggal, Adah Sharma,                                                                                                | Horror             |       |
| Anamika                                  | Anant Mahadevan               | Dino Morea, Minissha Lamba, Koena Mitra                                                                                      |                    |       |
| Aamir                                    | Rajat Kumar Gupta             | Rajeev Khandelwal | Thriller           |       |
| A Wednesday                              |                               | Naseeruddin Shah, Anupam Kher                                                                                                | Thriller           |       |
| Bachna Ae Haseeno                        | Siddharth Anand               | Ranbir Kapoor, Bipasha Basu, Minissha Lamba, Deepika Padukone                                                                | Dramat             |       |
| Bhootnath                                | Vivek Sharma                  | Amitabh Bachchan, Juhi Chawla                                                                                                |                    |       |
| Black & White                            | Subhash Ghai                  | Anil Kapoor, Anurag Sinha, Shefali Chhaya, Aditi Sharma                                                                      | Dramat             |       |
| Bombay to Bangkok                        | Nagesh Kukunoor               | Shreyas Talpade, Lena Christensen                                                                                            | Comedy/Romans      |       |
| Chandni Chowk To China                   | Nikhil Advani                 | Akshay Kumar, Deepika Padukone                                                                                               | Film akcji/Komedia |       |
| Coffee House                             | Gurbeer Garewal               | Ashutosh Rana, Sakshi Tanwar                                                                                                 |                    |       |
| Dostana                                  | Tarun Mansukhani              | John Abraham, Abhishek Bachchan, Priyanka Chopra                                                                             | Romans/Komedia     |       |
| Dilli 6                                  | Rakeysh Omprakash Mehra       | Abhishek Bachchan, Sonam Kapoor, Atul Kulkarni, Om Puri                                                                      | komedia/Dramat     |       |
| De Taali                                 | E. Nivas                      | Riteish Deshmukh, Aftab Shivdasani, Ayesha Takia, Rimi Sen                                                                   |                    |       |
| Don Muthuswami                           | Ashim Samanta                 | Hrishita Bhatt, Mithun Chakraborty, Shakti Kapoor, Rohit Roy                                                                 | Komedia            |       |
| Drona                                    | Goldie Behl                   | Abhishek Bachchan, Priyanka Chopra, Kay Kay Menon                                                                            |                    |       |
| Odnaleziony narzeczony                   | Mudassar Aziz                 | Shah Rukh Khan, Sushmita Sen, Fardeen Khan                                                                                   | Romans             |       |
| Eight by Ten                             | Nagesh Kukunoor               | Akshay Kumar, Shahid Kapoor, Ayesha Takia                                                                                    | Thriller           |       |
| Ek – The Power of One                    | Sangeeth Sivan                | Nana Patekar, Bobby Deol, Shriya                                                                                             |                    |       |
| Fashion                                  | Madhur Bhandarkar             | Priyanka Chopra, Kangana Ranaut, Arbaaz Khan                                                                                 |                    |       |
| Ghajini                                  | A.R. Murugadoss               | Aamir Khan, Asin Thottumkal i Jiah Khan                                                                                      |                    |       |
| God Tussi Great Ho                       | Rumi Jaffrey                  | Amitabh Bachchan, Salman Khan, Priyanka Chopra                                                                               |                    |       |
| Golmaal Returns                          | Rohit Shetty                  | Ajay Devgan, Kareena Kapoor, Arshad Warsi, Amrita Arora, Shreyas Talpade, Celina Jaitley, Tusshar Kapoor, Anjana Sukhani     | Komedia            |       |
| Good Luck                                | Karan Sharma, Joginder Sharma | Aryeman, Sayali Bhagat, Ranvir Shorey, Lucky Ali, Archana Puran Singh, Mushtaq Khan, Nazneen                                 |                    |       |
| Haal-e-dil                               | Anil Devgan                   | Amita Pathak, Nakuul Mehta, Adhyayan Suman                                                                                   | Romans             |       |
| Wstań i walcz                            | Rajkumar Santoshi             | Ajay Devgan, Vidya Balan, Pankaj Kapur                                                                                       | Dramat             |       |
| Har Pall                                 | Jahnu Barua                   | Preity Zinta, Shiny Ahuja, Isha Koppikar, Dharmendra                                                                         | Romans             |       |
| Hello                                    | Atul Agnihotri                | Sohail Khan, Sharman Joshi, Amrita Arora, Gul Panag, Isha Koppikar                                                           |                    |       |
| Heroes                                   | Samir Karnik                  | Salman Khan, Preity Zinta, Sohail Khan, Dino Morea, Amrita Arora, Sunny Deol, Bobby Deol                                     | Film przygpdowy    |       |
| Hijack                                   | Kunal Shivdasani              | Shiney Ahuja, Kaveri Jha, Esha Deol                                                                                          | Action/Thriller    |       |
| Jannat                                   | Kunal Deshmukh                | Emraan Hashmi, Sonal Chauhan, Samir Kochhar                                                                                  |                    |       |
| Jaane Tu Ya Jaane Na                     | Abbas Tyrewala                | Imran Khan, Genelia D’Souza                                                                                                  | Romans             |       |
| Jimmy                                    | Raj N. Sippy                  | Mimoh Chakraborty, Pooja Singh, Zulfi Syed, Ashish Vidyarthi, Ehsaan Khan, Rati Agnihotri, Rahul Dev                         |                    |       |
| Jodhaa Akbar                             | Ashutosh Gowarikar            | Hrithik Roshan, Aishwarya Rai Bachchan                                                                                       | Dramat             |       |
| Krazzy 4                                 | Jaideep Sen                   | Arshad Warsi, Diya Mirza, Irrfan Khan, Juhi Chawla, Om Puri, Rajat Kapoor, Rajpal Yadav                                      | Komedia            |       |
| Kismat Konnection                        | Aziz Mirza                    | Shahid Kapoor, Vidya Balan, Haidar Ali, Vishal Malhotra, Juhi Chawla                                                         | Romans             |       |
| Kidnap                                   | Sanjay Gadhvi                 | Imran Khan, Minnisha Lamba                                                                                                   |                    |       |
| Thoda Pyaar Thoda Magic                  | Kunal Kohli                   | Saif Ali Khan, Rani Mukerji, Amisha Patel                                                                                    | Fantasy            |       |
| Love Songs - Yesterday, Today & Tomorrow | Jaya Brato Chatterjee         | Jaya Bachchan, Om Puri, Mallika Sarabai, Rajit Kapoor, Neil Bhoopalam, June Maliah, Shahana Chatterje                        |                    |       |
| Love Story 2050                          | Harry Baweja                  | Harman Baweja, Priyanka Chopra, Boman Irani                                                                                  | Romans             |       |
| Mehbooba                                 | Afzal Khan                    | Sanjay Dutt, Ajay Devgan, Manisha Koirala                                                                                    |                    |       |
| Memsahab                                 | Arshad Siddiqui               | Yukta Mookhey, Vijay Raaz, Govind Namdeo, Rajpal Yadav                                                                       |                    |       |
| Milenge Milenge                          | Satish Kaushik                | Shahid Kapoor, Kareena Kapoor                                                                                                |                    |       |
| Misja Stambuł                            | Apoorva Lakhia                | Zayed Khan, Vivek Oberoi, Shriya Saran, Shabbir Ahluwalia, Nikitin Dheer, Sunil Shetty                                       |                    |       |
| Mithya                                   | Rajat Kapoor                  | Ranvir Shorey, Neha Dhupia, Naseeruddin Shah, Saurabh Shukla, Manu Rishi Chadha                                              |                    |       |
| Money Hai Toh Honey Hai                  | Ganesh Acharya                | Govinda, Aftab Shivdasani, Upen Patel, Hansika Motwani, Isha Koppikar, Manoj Bajpai, Celina Jaitley, Ravi Kishan, Kim Sharma |                    |       |
| Mudrank                                  | Velgi as Abdul Karim Telgi    | ? | Reality            |       |
| My Name Is Anthony Gonsalves             | E. Niwas                      | Nikhil Dwivedi, Amrita Rao, Lillete Dubey, Mithun Chakraborty                                                                |                    |       |
| Naam                                     | Anees Bazmee                  | Ajay Devgan, Sameera Reddy, Bhoomika Chawla                                                                                  | Dramat             |       |
| One Two Three                            | Ashwani Dheer                 | Suniel Shetty, Tusshar Kapoor, Paresh Rawal, Upen Patel, Esha Deol, Sameera Reddy, Tanisha Mukherjee                         | Komedia            |       |
| Paathshala                               | Ahmed Khan                    | Shahid Kapoor, Ayesha Takia                                                                                                  | Romantyczny Dramat |       |
| Pankh                                    | Sudipto Chattopadhyaya        | Bipasha Basu, Lilette Dubey, Mahesh Manjrekar, Ronit Roy, Sanjeeda Sheikh                                                    | Dramat             |       |
| Pranali – The Tradition                  | Hirdesh Kamble                | Nargis Bagheri, Upyendra Limaye, Raman Trikha, Sudha Chandran                                                                |                    |       |
| Pirate                                   | Priyadarshan                  | Kunal Khemu, Shreyas Talpade, Deepika Padukone                                                                               |                    |       |
| Phoonk                                   | Ram Gopal Varma               | Sudeep, Amruta Khanvilkar, Ahsaas Channa, Kenny Desai                                                                        | Horror             |       |
| Rab Ne Bana Di Jodi                      | Aditya Chopra                 | Shah Rukh Khan, Anushka Sharma                                                                                               | Romans             |       |
| Race                                     | Abbas Mustan                  | Saif Ali Khan, Akshaye Khanna, Bipasha Basu, Katrina Kaif, Anil Kapoor, Sameera Reddy                                        | Action/Thriller    |       |
| Roadside Romeo                           | Jugal Hansraj                 | Saif Ali Khan, Kareena Kapoor                                                                                                | Film rysunkowy     |       |
| Rock On                                  | Abhishek Kapoor               | Farhan Akhtar, Arjun Rampal. Prachi Desai. Luke Kenny. Purab Kohli. Koel Purie. Shahana Goswami                              |                    |       |
| Roshan                                   | Samir Karnik                  | Bobby Deol, Dwij Yadav, Kangna Ranaut, Atul Agnihotri                                                                        |                    |       |
| Ru Ba Ru                                 | Arjun Bali                    | Randeep Hooda, Shahana Goswami                                                                                               |                    |       |
| Sarkar Raj                               | Ram Gopal Varma               | Amitabh Bachchan, Abhishek Bachchan, Aishwarya Rai Bachchan                                                                  |                    |       |
| Shaurya                                  | Samar Khan                    | Rahul Bose, Minissha Lamba, Kay Kay Menon, Rozza Catalano, Deepak Dobriyal, Javed Jaffrey                                    |                    |       |
| Król z przypadku                         | Vipul Shah                    | Akshay Kumar, Katrina Kaif, Neha Dhupia                                                                                      | komedia            |       |
| Summer 2007                              | Suhail Tatari                 | Sikandar Kher, Gul Panag, Neetu Chandra, Susan Brar, Uvika Choudhary                                                         |                    |       |
| Sunday                                   | Rohit Shetty                  | Ajay Devgan, Ayesha Takia, Arshad Warsi, Irrfan Khan                                                                         |                    |       |
| Superstar                                | Rohit Jugraj                  | Kunal Khemu, Tulip Joshi, Aushima Sawhney, Reema Lagoo                                                                       | Dramat             |       |
| Tahaan                                   | Santosh Sivan                 | Rahul Bose | film przygodowy    |       |
| Tashan                                   | Vijay Krishna Acharya         | Akshay Kumar, Saif Ali Khan, Kareena Kapoor, Anil Kapoor                                                                     | Film akcji         |       |
| The Great Indian Butterfly               | Sarthak Dasgupta              | Aamir Bashir, Koel Purie, Sandhya Mridul, Barry John                                                                         | Dramat / Romans    |       |
| The Last Lear                            | Rituparno Ghosh               | Amitabh Bachchan, Preity Zinta, Arjun Rampal                                                                                 |                    |       |
| U Me aur Hum                             | Ajay Devgan                   | Ajay Devgan, Kajol | Dramat             |       |
| Ugly Aur Pagli                           | Pradeep Singh                 | Ranvir Shorey, Mallika Sherawat                                                                                              |                    |       |
| Via Darjeeling                           | Arindam Nandy                 | K K Menon | Dramat             |       |
| Welcome to Sajjanpur                     | Shyam Benegal                 | Shreyas Talpade, Amrita Rao, Ravi Kishen, Ila Arun, Rajeshwari Sachdeva Badola, Divya Duta, Yashpal Sharma, Ravi Jhankal     | Komedia            |       |
| Woodstock Villa                          | Hansal Mehta                  | Sikander Kher, Neha Oberoi, Saif Ali Khan                                                                                    |                    |       |
| Yuvvraaj                                 | Subhash Ghai                  | Anil Kapoor, Salman Khan, Katrina Kaif, Zayed Khan, Boman Irani, Mithun Chakraborty                                          |                    |       |